# Konradów (województwo śląskie)
Konradów – wieś w Polsce położona w województwie śląskim, w powiecie częstochowskim, w gminie Blachownia.

## Części wsi
| SIMC    | Nazwa         | Rodzaj     |
| ------- | ------------- | ---------- |
| 0130493 | Kolonia Łojki | przysiółek |

## Historia
Konradów leży w Częstochowskim Obszarze Rudonośnym. Na przełomie XIX i XX wieku na północ od drogi Łojki-Konradów znajdowała się wieloszybikowa kopalnia rud żelaza „Stanisław”. Na południe od tej drogi kopalnia „Anna”.
Na terenie Konradowa mieści się Kapliczka Matki Boskiej Łaskawej, którą zbudował w 1917 roku Jan Popczyk, jako wotum dziękczynne za ocalenie życia jego rodziny oraz mieszkańców wsi. Podczas II wojny światowej Konradów został włączony do Rzeszy. W latach 1940–1941 i w 1945 roku w Konradowie mieszkał Wojciech Tabaka, pierwszy powojenny starosta jeleniogórski.
W latach 1952–1954 i 1973–1976 wieś należała do gminy Gnaszyn Dolny.
W latach 1975–1998 miejscowość administracyjnie należała do województwa częstochowskiego.